# Jacques Le Gall
Jacques Le Gall (ur. 25 lutego 1921 w Audierne, zm. 30 października 2021 w Saint-Malo) – najmłodszy francuski dowódca okrętu podwodnego.

## Biografia
Urodził się 25 lutego 1921 w Audierne w domu z widokiem na morze, marzył w młodości aby zostać oficerem marynarki wojennej. Pochodził z rodziny katolickiej, należał do skautingu gdzie jak sam stwierdził nauczył się dowodzić ludźmi.
W 1940 w wieku 19 lat uczęszczał do liceum Saint-Charles w Saint-Brieuc i zdawał egzaminy wstępne do École navale, niestety ostatni test został odwołany ze względu na wybuch wojny. Powrócił do Audierne gdzie 19 czerwca (dzień po apelu generała de Gaulle’a) wsiadł z bratem Alexisem na kecz „Ar Zenith” którym dopłynęli na Île de Sein skąd uzbrojonym trawlerem „Monique-Andrée” dotarli do Plymouth. Jacques dołączył do sił morskich Wolnej Francji, służył na okręcie szkolnym „Courbet”, następnie na okrętach podwodnych „Minerve” oraz „Doris” której wiosną 1945, w wieku 24 lat został dowódcą.
Po zakończeniu działań wojennych wrócił do cywila, przejął rodzinną firmę i uczynił z niej największy zakład
przetwórstwa rybnego we Francji („Viviers d’Audierne”). Po przejściu na emeryturę osiedlił się w Saint-Malo gdzie został prezesem lokalnego stowarzyszenia Wolnych Francuzów. Zabiegał o remont „Ar Zenith” dla którego uzyskał staus zabytku. W marcu 2021 został honorowym obywatelem Saint-Malo.
Jacques Le Gall zmarł 30 października 2021 w wieku 100 lat.

## Odznaczenia
- Krzyż Oficerski Legii Honorowej[2]
- Krzyż Wojenny[2]